# Лужецький Андрій Миколайович
Андрій Миколайович Лужецький (нар. 1978, с. Бусовисько, Старосамбірський район, Львівська область) — український біохімік, генетик. Кандидат біологічних наук (2003). Мешкає та працює у Німеччині.

## Освіта
Випускник середньої школи села Бусовисько, що на Старосамбірщині.
Після закінчення Львівського національного університету ім. І.Франка залишився працювати на кафедрі біології.
Кандидат біологічних наук.

## Наукова праця
З 2000 року працював завідувачем лабораторії Франкфуртського університету імені Альберта Людвіґа.
2007 —за підсумками наукової роботи його визнано «найкращим вченим Німеччини».
Нині очолює наукову групу метаболічної інженерії актинобактерій в Інституті фармацевтичних досліджень Гельмгольца землі Саарланд. Створив цю групу, отримавши за вислідами конкурсу для молодих науковців ЄС ґрант для досліджень (1,5 млн євро).
Отримував відзнаки Фрайбурзького університету та біотехнологічного товариства «Дехіма».